# Sabina Mazo
Sabina Mazo Isaza (Medellín, Colombia, 25 de marzo de 1997) es una artista marcial mixta colombiana que actualmente compite en la división de peso mosca de Ultimate Fighting Championship (UFC). Fue Campeona de Peso Mosca de Legacy Fighting Alliance.

## Carrera de artes marciales mixtas

### Carrera temprana
Fue dos veces Campeona de Peso Mosca de Legacy Fighting Alliance y acumuló un récord de 6-0 antes de fichar por la UFC.

### Ultimate Fighting Championship
Hizo su debut en la promoción contra Maryna Moroz el 30 de marzo de 2019 en UFC on ESPN: Barboza vs. Gaethje. Perdió el combate por decisión unánime.
Se enfrentó a Shana Dobson el 17 de agosto de 2019 en UFC 241. Ganó el combate por decisión unánime.
Se enfrentó a JJ Aldrich el 18 de enero de 2020 en UFC 246. Ganó el combate por decisión unánime.
Se enfrentó a Justine Kish el 12 de septiembre de 2020 en el UFC Fight Night: Waterson vs. Hill. Ganó el combate por sumisión en el tercer asalto.
Se enfrentó a Alexis Davis en un combate de peso gallo el 27 de febrero de 2021 en UFC Fight Night: Rozenstruik vs. Gane. Perdió el combate por decisión unánime.
Se enfrentó a Mariya Agapova el 9 de octubre de 2021 en UFC Fight Night: Dern vs. Rodríguez. Perdió el combate por sumisión en el tercer asalto.
Estaba programada para enfrentarse a Mandy Böhm el 12 de marzo de 2022 en UFC Fight Night: Santos vs. Ankalaev. Sin embargo, Böhm se retiró del combate y fue sustituida por Miranda Maverick. Perdió el combate por sumisión en el segundo asalto.
Tras finalizar su contrato con su último combate, no se le ofreció un nuevo contrato.

## Campeonatos y logros

### Artes marciales mixtas
- Legacy Fighting Alliance (LFA) 
  - Campeona de Peso Mosca de LFA (dos veces)  vs.  Shannon Sinn y Carol Yariwaki[3][4]

## Récord en artes marciales mixtas
| Resultado | Récord | Oponente          | Método                                 | Evento                                | Fecha                    | Ronda | Tiempo | Localización                | Notas                                        |
| --------- | ------ | ----------------- | -------------------------------------- | ------------------------------------- | ------------------------ | ----- | ------ | --------------------------- | -------------------------------------------- |
| Derrota   | 9-4    | Miranda Maverick  | Sumisión (estrangulamiento por detrás) | UFC Fight Night: Santos vs. Ankalaev  | 12 de marzo de 2022      | 2     | 2:15   | Las Vegas, Nevada           |                                              |
| Derrota   | 9-3    | Mariya Agapova    | Sumisión (estrangulamiento por detrás) | UFC Fight Night: Dern vs. Rodríguez   | 9 de octubre de 2021     | 3     | 5:00   | Las Vegas, Nevada           |                                              |
| Derrota   | 9-2    | Alexis Davis      | Decisión (unánime)                     | UFC Fight Night: Rozenstruik vs. Gane | 27 de febrero de 2021    | 3     | 5:00   | Las Vegas, Nevada           | Debut en el peso gallo.                      |
| Victoria  | 9-1    | Justine Kish      | Sumisión (estrangulamiento por detrás) | UFC Fight Night: Waterson vs. Hill    | 12 de septiembre de 2020 | 3     | 3:57   | Las Vegas, Nevada           |                                              |
| Victoria  | 8-1    | JJ Aldrich        | Decisión (dividida)                    | UFC 246                               | 18 de enero de 2020      | 3     | 5:00   | Las Vegas, Nevada           |                                              |
| Victoria  | 7-1    | Shana Dobson      | Decisión (unánime)                     | UFC 241                               | 17 de agosto de 2019     | 3     | 5:00   | Anaheim, California         |                                              |
| Derrota   | 6-1    | Maryna Moroz      | Decisión (unánime)                     | UFC on ESPN: Barboza vs. Gaethje      | 30 de marzo de 2019      | 3     | 5:00   | Filadelfia, Pensilvania     |                                              |
| Victoria  | 6-0    | Caroline Yariwake | Decisión (unánime)                     | LFA 54                                | 16 de noviembre de 2018  | 5     | 5:00   | Costa Mesa, California      | Defendió el Campeonato de Peso Mosca de LFA. |
| Victoria  | 5-0    | Shannon Sinn      | Decisión (unánime)                     | LFA 37                                | 20 de abril de 2018      | 5     | 5:00   | Sioux Falls, Dakota del Sur | Ganó el Campeonato de Peso Mosca de LFA.     |
| Victoria  | 4-0    | Linsey Williams   | KO (patada en la cabeza)               | LFA 23                                | 22 de septiembre de 2017 | 1     | 4:26   | Bossier City, Luisiana      |                                              |
| Victoria  | 3-0    | Jamie Thorton     | KO (patada en la cabeza)               | LFA 9                                 | 14 de abril de 2017      | 1     | 4:50   | Shawnee, Oklahoma           |                                              |
| Victoria  | 2-0    | Reina Córdoba     | Decisión (unánime)                     | Center Real Fights 19                 | 21 de noviembre de 2015  | 3     | 5:00   | San José                    |                                              |
| Victoria  | 1-0    | Alejandra Lara    | Decisión (unánime)                     | Striker FC 18                         | 26 de marzo de 2015      | 3     | 5:00   | Barranquilla                | Debut en el peso mosca.                      |